# Bound by Ties of Blood and Affection
Bound by Ties of Blood and Affection is het zesde studioalbum van de Amerikaanse punkband Good Riddance. Het werd uitgegeven op 20 mei 2003 door het label Fat Wreck Chords en is, net zoals de twee voorgaande albums, opgenomen in The Blasting Room en geproduceerd door Bill Stevenson en Jason Livermore. Het was tevens het laatste album waar drummer Dave Wagenschutz. Sean Sellers, die tussen 1996 en 1999 al in de band had gespeeld, kwam in 2006 weer terug om Wagenschutz te vervangen.

## Nummers
1. "Made to Be Broken" - 1:58
2. "More DePalma, Less Fellini" - 1:49
3. "Saccharine" - 2:16
4. "Up the Affiliates" - 0:58
5. "Boxing Day" - 2:10
6. "The Dubious Glow of Excess" - 2:23
7. "Black Bag Confidential" - 2:16
8. "Paean to the Enlightenment" - 1:27
9. "There's No 'I' in Team" - 2:17
10. "The Process" - 1:44
11. "Dylan" - 1:52
12. "Remember Me" - 1:56
13. "Shame, Rights & Privilege" - 1:30
14. "Bobby Baun" - 5:20

## Band
- Russ Rankin - zang
- Luke Pabich - gitaar
- Chuck Platt - basgitaar
- Dave Wagenschutz - drums